# Abdelaziz El Maghraoui
Abdelaziz el Maghraoui, ou Abu Faris abd al-Aziz al-Maghrawi, ou encore Abou Mohamed Abdelaziz Ben Ali Al Filali Al Markni Al Maghraoui (1533 - 1593) est un poète marocain originaire du Tafilalet et auteur de qaçaïd du Melhoun. Il fut Cadi à Fès et poète à la Cour du sultan Ahmed al-Mansur Saâdi, sixième sultan de la dynastie saadienne.

Célèbre au Maroc, son nom est associé à de nombreux proverbes, dont Koul twil khawi, illa nnekhla wel maghraoui : Tout ce qui est de grande taille est vide, excepté le palmier et El Maghraoui .
Parmi ses poèmes :
- Ma ychali ;
- Jmi' el bahiyate, reghbou f mesbought lemlah ;
- Ya bdour zzine el meknoune.

C'est Abdelaziz El Maghraoui qui a désigné le pied métrique sous le terme de « Dân » qui est devenu le modèle suivi par les poètes marocains dans leurs compositions .